# St. Margarethen, Šentpavel v Labotski dolini
St. Margarethen je naselje v Občini Šentpavel v Labotski dolini v Okraju Volšperk na Koroškem v Avstriji.